# Fine Sani Vea
Fine Sani Vea (* 19. November 1959) ist ein tonganischer Boxer. Er nahm an den Olympischen Sommerspielen 1984 im Halbschwergewichtsturnier teil und verlor seinen ersten Kampf gegen Georgică Donici aus Rumänien. Sani gewann eine Goldmedaille im Halbschwergewicht bei den Commonwealth Games 1982, als er Fidschi vertrat, obwohl er nicht die fidschianische Staatsbürgerschaft besitzt.